# Kăpinovo (distrikt i Dobritj)
Kăpinovo (bulgariska: Къпиново) är ett distrikt i Bulgarien.   Det ligger i kommunen Obsjtina General-Tosjevo och regionen Dobritj, i den nordöstra delen av landet, 400 km öster om huvudstaden Sofia.